# چهارطاقی تل جنگی
چهارطاقی تل جنگی مربوط به دوره ساسانیان است و در شهرستان فراشبند، ۲ کیلومتری جاده خاکی فراشبند واقع شده و این اثر در تاریخ ۲۵ اسفند ۱۳۷۹ با شمارهٔ ثبت ۳۴۰۳ به‌عنوان یکی از آثار ملی ایران به ثبت رسیده‌است.